# Envolver
«Envolver» es una canción de la cantante brasileña Anitta. Fue lanzada el 11 de noviembre de 2021 a través de Warner Records como el cuarto sencillo de su quinto álbum de estudio Versions of Me (2022). Es una canción reguetón que insinúa el deseo de una relación sexual de manera casual. Las letras incorporan varias insinuaciones sexuales y dobles sentidos. El 17 de febrero de 2022, se lanzó una remezcla junto con el cantante puertorriqueño Justin Quiles.
La canción y su video musical, autodirigido por la cantante, se viralizaron en marzo de 2022, luego de que ganara popularidad en TikTok, donde su paso de perreo se convirtió en uno de los más replicados. La canción rompió una serie de récords, incluido la primera canción latina en solitario en llegar a la cima de la lista Top 50 Global de Spotify; por este récord, Anitta obtuvo una entrada en el Libro Guinness de los récords.
Comercialmente, la canción logró ser un éxito internacional en América Latina y se convirtió en la canción de Anitta con más entradas en las listas musicales hasta ahora. Con «Envolver», Anitta obtuvo sus entradas más altas en la Billboard Global 200 y Billboard Global Excl. U.S., en los números dos y uno, respectivamente. La canción alcanzó el puesto número uno en la lista Billboard Brazil Songs.
En agosto de 2022, Rolling Stone nombró a «Envolver» como la 81.ª mejor canción de reguetón de todos los tiempos. En el mismo mes, la canción ganó el premio al Mejor videoclip latino en los MTV Video Music Award, convirtiéndola en la primera brasileña en ganar una categoría en la historia de los premios.

## Antecedentes y composición
Después del lanzamiento de «Faking Love» en octubre de 2021, Anitta mencionó que tenía planeado lanzar una canción en español el siguiente mes. Aunque varia gente le recomendó que incluyera a otro artista en la canción, Anitta decidió no hacerlo. Mencionó que después de mandarle la canción a J Balvin, el cantante apoyo su decisión. El 8 de noviembre de 2021, Anitta publicó un adelanto de «Envolver» y de su respectivo videoclip en sus redes sociales. El adelanto muestra a Anitta tomándose una ducha y poniéndose ropa deportiva. La canción fue lanzada el 11 de noviembre de 2021 para descarga digital y streaming como un sencillo para América Latina.
«Envolver» es una canción de reguetón con elementos del dembow y ritmos urbanos. El título de la canción proviene del portugués y se traduce literalmente como «involucrar», que en el contexto de la canción significa enamorarse o desarrollar sentimientos románticos. Sobre la letra, la cantante expresó, «Me encanta mantener siempre presente que las mujeres podemos al igual que los hombres querer una relación solo física y en el tema le canto al chico que no se envuelva».

## Desempeño comercial
«Envolver» se volvió popular en marzo de 2022 en TikTok gracias a videos que se volvieron virales de Anitta en conciertos haciendo un paso que aparece en el videoclip de la canción. El paso consiste en hacer un perreo en posición de plancha con los brazos extendidos e ir descendiendo.
La canción rompió una serie de récords, incluido la primera canción latina en solitario en llegar a la cima de la lista Top 50 Global de Spotify; por este récord, Anitta obtuvo una entrada en el Libro Guinness de los récords. Se señaló que otras canciones latinas que anteriormente habían alcanzado la posición número uno («Despacito», «Mi gente», «Dákiti», «Havana» y «Señorita») eran todas colaboraciones entre dos o más artistas.
«Envolver» también se convirtió en la canción más escuchada en un solo día en Spotify en 2022 (7.278 millones de reproducciones) en ese momento, el mayor día de reproducciones para una canción latina femenina, así como la primera canción de una artista brasileña en llegar a la cima de la lista Global Daily de Spotify. Además, también se convirtió en la primera canción en colocarse dentro del top 50 de todos los países latinos en Spotify. También rompió el récord de más reproducciones de un día en Brasil con más de 4.5 millones de reproducciones, un récord que anteriormente poseía ella misma con «Vai Malandra» (2.1 millones de reproducciones).
Comercialmente, la canción logró ser un éxito internacional en América Latina y se convirtió en la canción de Anitta con más entradas en las listas musicales hasta ahora. Con «Envolver», Anitta obtuvo sus entradas más altas en la Billboard Global 200 y Billboard Global Excl. U.S., en los números dos y uno, respectivamente. La canción también alcanzó la posición número 70 en la Billboard Hot 100, convirtiéndose en la segunda entrada general de Anitta en la lista, la primera entrada como solista y la posición más alto de su carrera en ese momento.
«Envolver» también alcanzó el puesto número uno en la lista Billboard Brazil Songs y el número seis en la lista Hot Latin Songs de Billboard. La canción también se ha posicionado en el top 10 de las listas de varios países, como Bolivia, Chile, Colombia, Ecuador, Honduras, México, Paraguay, Panamá, Perú, Portugal, Puerto Rico y República Dominicana, y debutó en las listas de otros veinte, incluidos Argentina, Canadá, El Salvador, España, Francia, Grecia, Irlanda, Italia, Luxemburgo, Países Bajos y Suiza.

## Videoclip
El videoclip de «Envolver» fue lanzado el mismo día que la canción y fue autodirigido por Anitta y producido por Harold Jiménez. El video se mueve entre dos ubicaciones y situaciones diferentes para retratar los deseos y emociones que la letra de la canción transmite. En un escenario, se ve a Anitta bailando sola mientras canta, representando la «realidad»; en el otro escenario, realiza un baile sensual con un bailarín (interpretado por Ayoub Mutanda), representando un «sueño».

## Remezcla con Justin Quiles

### Antecedentes y lanzamiento
El 8 de enero de 2022, Anitta publicó un adelanto de una remezcla de «Envolver» en sus historias de Instagram. El 19 de enero, publicó otro fragmento de la remezcla y un adelanto de la grabación de su respectivo videoclip en sus historias de Instagram. El 17 de febrero de 2022, el sitio web brasileño Hugo Gloss anunció que la remezcla cuenta con la participación del cantante puertorriqueño Justin Quiles y que sería lanzado el mismo día junto con su respectivo videoclip.

### Videoclip
El videoclip de la remezcla fue dirigido por Paloma y producido por 36, y muestra a ambos artistas a través de escenas con tonos oscuros y entre sabanas. Un segundo video musical exclusivamente para Facebook fue lanzado el 17 de marzo de 2022.

## Presentaciones en vivo
Anitta interpretó la canción en su programa Carnatal el 12 de diciembre de 2021. El 31 de diciembre de 2021, interpretó la canción el 31 en Miley's New Year's Eve Party. Además, interpretó la remezcla junto con Justin Quiles el 24 de febrero de 2022 en la entrega número 34 de Premio Lo Nuestro. El 28 de agosto de 2022, interpretó la canción en los MTV Video Music Awards 2022. El 4 de noviembre de 2022, interpretó la canción en la 17.ª edición de LOS40 Music Awards. Su presentación se volvió viral después de haberle hecho un baile sensual a la presidenta de la Comunidad de Madrid Isabel Díaz Ayuso. El 17 de noviembre de 2022, interpretó «Envolver» en los Premios Grammy Latinos.  El 20 de noviembre de 2022, realizó otra presentación en los American Music Awards.

## Créditos y personal
Créditos adaptados de Tidal.
- Larissa de Macedo Machado – voz, composición
- Justin Rafael Quiles (remezcla) – voz, composición
- Subelo Neo  – composición, ingeniería de mezcla, producción
  - Freddy Montalvo Jr. – composición, ingeniería de mezcla, producción
  - José Carlos Cruz – composición, producción
- Julio Manuel González Tavárez – composición, producción de voz
- Jean Rodríguez – producción de voz
- Héctor Rubén Rivera – dirección de A&R, producción ejecutiva
- Natalie Cotton – gerente de A&R
- Colin Leonard – masterización
- Marco Bando – fotografía

- Douglas de Souza – portada

## Posicionamiento en listas

### Versión original
| Listas (2021–2022)                              | Mejor posición |
| ----------------------------------------------- | -------------- |
| Argentina (Billboard Argentina Hot 100)         | 13             |
| Bolivia (Billboard Bolivia Songs)               | 2              |
| Brasil (Billboard Brazil Songs)                 | 1              |
| Brasil (Top 100 Brasil)                         | 40             |
| Brasil (Top 10 Pop Internacional)               | 1              |
| Canadá (Billboard Canadian Hot 100)             | 100            |
| Chile (Billboard Chile Songs)                   | 11             |
| Colombia (Billboard Colombia Songs)             | 9              |
| Costa Rica (FONOTICA)                           | 8              |
| Ecuador (Billboard Ecuador Songs)               | 3              |
| España (Billboard Spain Songs)                  | 15             |
| España (PROMUSICAE)                             | 13             |
| Estados Unidos (Billboard Hot 100)              | 70             |
| Estados Unidos (Billboard Hot Latin Songs)      | 3              |
| Estados Unidos (Billboard Latin Airplay)        | 13             |
| Estados Unidos (Billboard Latin Pop Airplay)    | 3              |
| Estados Unidos (Billboard Latin Rhythm Airplay) | 6              |
| Francia (SNEP)                                  | 53             |
| Grecia (IFPI)                                   | 20             |
| Irlanda (IRMA)                                  | 22             |
| Italia (FIMI)                                   | 43             |
| Luxemburgo (Billboard Luxembourg Songs)         | 12             |
| México (Billboard Mexico Airplay)               | 2              |
| México (Billboard Mexico Songs)                 | 3              |
| Mundo (Billboard Global 200)                    | 2              |
| Países Bajos (Single Tip)                       | 11             |
| Perú (Billboard Peru Songs)                     | 2              |
| Portugal (AFP)                                  | 2              |
| Portugal (Billboard Portugal Songs)             | 2              |
| República Dominicana (SODINPRO)                 | 6              |
| Suecia (Sverigetopplistan Heatseeker)           | 6              |
| Suiza (Schweizer Hitparade)                     | 20             |
| Suiza (Billboard Switzerland Songs)             | 17             |

| Listas (2022)             | Posición |
| ------------------------- | -------- |
| Brasil (Top 50 Streaming) | 4        |
| Paraguay (SGP)            | 71       |

| Listas (2021–2022)                              | Posición |
| ----------------------------------------------- | -------- |
| Estados Unidos (Billboard Hot Latin Songs)      | 23       |
| Estados Unidos (Billboard Latin Airplay)        | 17       |
| Estados Unidos (Billboard Latin Pop Airplay)    | 6        |
| Estados Unidos (Billboard Latin Rhythm Airplay) | 12       |
| Mundo (Billboard Global 200)                    | 68       |

### «Envolver Remix»
| Listas (2022)                         | Mejor posición |
| ------------------------------------- | -------------- |
| Chile (Monitor Latino Pop)            | 9              |
| Colombia (Monitor Latino)             | 11             |
| Costa Rica (Monitor Latino)           | 4              |
| Ecuador (Monitor Latino)              | 2              |
| El Salvador (Monitor Latino)          | 3              |
| Guatemala (Monitor Latino)            | 10             |
| Honduras (Monitor Latino)             | 1              |
| México (Monitor Latino)               | 13             |
| Nicaragua (Monitor Latino)            | 12             |
| Panamá (Monitor Latino)               | 5              |
| Paraguay (Monitor Latino)             | 12             |
| Perú (Monitor Latino)                 | 2              |
| Puerto Rico (Monitor Latino)          | 17             |
| República Dominicana (Monitor Latino) | 3              |
| Uruguay (Monitor Latino)              | 6              |
| Venezuela (Monitor Latino)            | 8              |

| Listas (2022)                         | Posición |
| ------------------------------------- | -------- |
| Argentina (Monitor Latino)            | 74       |
| Bolivia (Monitor Latino)              | 26       |
| Costa Rica (Monitor Latino)           | 14       |
| Colombia (Monitor Latino)             | 73       |
| Ecuador (Monitor Latino)              | 7        |
| El Salvador (Monitor Latino)          | 11       |
| Guatemala (Monitor Latino)            | 17       |
| Honduras (Monitor Latino)             | 5        |
| México (Monitor Latino)               | 24       |
| Nicaragua (Monitor Latino)            | 8        |
| Panamá (Monitor Latino)               | 10       |
| Paraguay (Monitor Latino)             | 31       |
| Perú (Monitor Latino)                 | 16       |
| Puerto Rico (Monitor Latino)          | 50       |
| República Dominicana (Monitor Latino) | 17       |
| Uruguay (Monitor Latino)              | 11       |
| Venezuela (Monitor Latino)            | 32       |

## Certificaciones
| País           | Organismo certificador | Certificación       | Ventas certificadas | Ref     |
| -------------- | ---------------------- | ------------------- | ------------------- | ------- |
| Brasil         | Pro-Música Brasil      | 3× Platino          | 120 000             | [ 111 ] |
| Canadá         | Music Canada           | 1× Oro              | 40 000              | [ 112 ] |
| Chile          | PROFOVI                | 1× Diamante         | 18,766,377          | [ 113 ] |
| España         | PROMUSICAE             | 2× Platino          | 120 000             | [ 114 ] |
| Estados Unidos | RIAA                   | 1× Platino          | 1 000 000           | [ 115 ] |
| Francia        | SNEP                   | 1× Platino          | 200 000             | [ 116 ] |
| Italia         | FIMI                   | 1× Platino          | 100 000             | [ 117 ] |
| México         | AMPROFON               | 4× Platino + 1× Oro | 630 000             | [ 118 ] |
| Portugal       | AFP                    | 4× Platino          | 40 000              | [ 119 ] |

## Historial de lanzamiento
| Región | Fecha                   | Formato(s)                  | Versión  | Discográfica   | Ref     |
| ------ | ----------------------- | --------------------------- | -------- | -------------- | ------- |
| Varios | 11 de noviembre de 2021 | Descarga digital, streaming | Original | Warner Records | [ 10 ]  |
| Varios | 17 de febrero de 2022   | Descarga digital, streaming | Remezcla | Warner Records | [ 120 ] |
| Italia | 25 de marzo de 2022     | Airplay                     | Original | Warner Records | [ 121 ] |